# Thierry Lhermitte
Thierry Lhermitte (Boulogne-Billancourt, 24 de noviembre de 1952) es un actor, director, escritor y productor francés, conocido por sus papeles cómicos. 
Fue uno de los fundadores del grupo de café-teatro Le Splendid en la década de 1970, junto con, entre otros, Christian Clavier, Gérard Jugnot y Michel Blanc. El grupo adaptó algunos de sus éxitos al cine y obtuvo grandes éxitos con películas como Les Bronzés (1978), Les Bronzés font du ski (1979), Le Père Noël est une ordure (1982), Les Ripoux (1984) y Un indien dans la ville (1994).